# HD 153226
HD 153226，又名BD+14 3155，SAO 102496、HR 6301，是一颗恒星，视星等为6.37，位于銀經33.1，銀緯31.42，其B1900.0坐标为赤經16h 52m 57.1s，赤緯+14° 31.42′ 15″。